# La Excepción

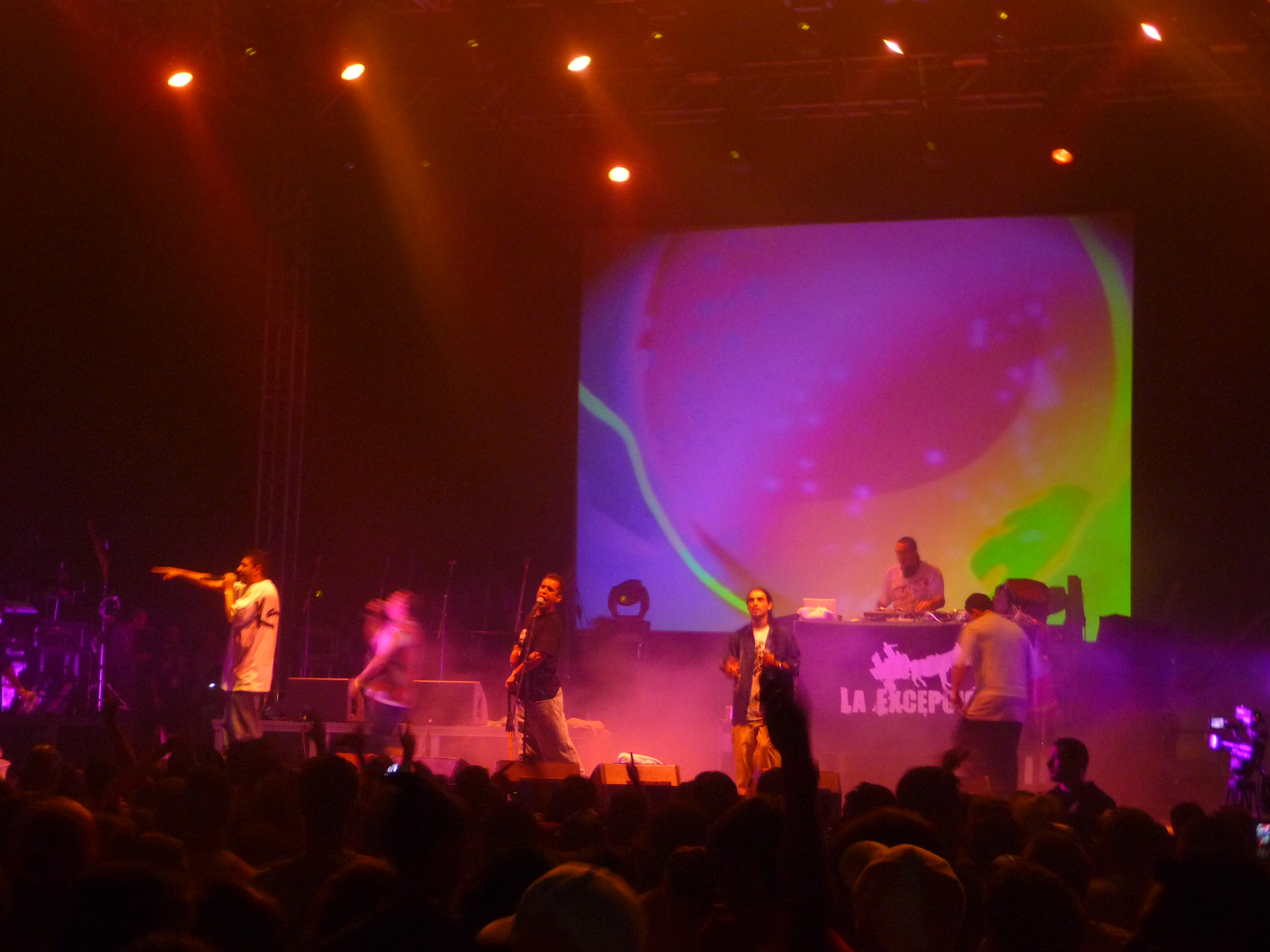
La Excepción en el Monegros Desert Festival 2009

La Excepción (La excepción que confirma la regla) fue un grupo español de rap originario del barrio de Pan Bendito, en el distrito de Carabanchel, Madrid.  Compuesto por los MC's El Langui (Juan Manuel Montilla) y Gitano Antón (Antonio Moreno Amador)

## Biografía
Supusieron una pequeña revolución en el panorama del rap en español, abriéndole nuevas puertas con un estilo desenfadado y muy personal, que integra aires flamencos, lenguaje cheli y mucho humor en los textos, sin dejar de lado la crítica social tan propia del hip hop. Han hecho, con unas señas de identidad muy localistas (como su pertenencia a un barrio periférico de Madrid, el Pan Bendito), un rap que ha recorrido todo el país y se ha colocado en las listas de éxitos en lugares normalmente no habitados por el hip hop, consiguiendo premios como mejor disco del año para su primer trabajo "Cata Cheli", por los críticos de la revista Rolling Stone, o el Premio al Grupo Revelación del PEMOC (colectivo de periodistas musicales).
Se conocen desde la niñez, y empezaron haciendo sus pinitos con el resto de chavales de su "peñita" (como ellos mismos definen a su grupo de amigos) en la adolescencia con "Amenaza Criminal", de modo amateur. Con el paso del tiempo sólo los actuales componentes continuaron en el mundo del hip hop, acabando por montar La Excepción. Descubrieron que podían hacer rap utilizando su propio argot "calorro" y fueron puliendo su estilo en pequeños conciertos. En uno de ellos conocieron al MC y productor Frank T, que se decidió a impulsar su carrera produciendo, primero su Maxi “En tu carro paio!” (2002), y posteriormente su primer LP, "Cata cheli", además de interpretar con ellos un tema, "El negro, el cojo y el gitano". Para el primer disco, además de con Frank T para las bases, contaron con el francés Super Jeff Domínguez para las mezclas de sus temas. El éxito de crítica y ventas los ha llevado a actuar en los principales festivales del país, como el Viña Rock, el Monegros Desert Festival o el Festival Cultura Urbana. Todo ello llevó a una reedición del disco, incluyendo un DVD y dos temas nuevos.
Sus letras destilan compromiso con el barrio, alegría y una actitud positiva ante la vida y sus dificultades. Por ejemplo, en "Zapato ortopédico" el Langui se mofa de los aprietos que le ha supuesto su minusvalía (tiene semiparalizados brazos y piernas debido a la falta de oxígeno en el parto). El Gitano Antón, en "Nos late fuerte", y con la colaboración de Antonio Carmona de Ketama, también ironiza sobre la mala fama de los gitanos.
En mayo de 2006 aparece su segundo disco, con la producción de Frank T y Óscar "Acción Sánchez", llamado "Aguantando el tirón", también con colaboraciones como la de MC Randy. En el año 2006 recibieron un premio al mejor grupo en los conocidos premios de MTV Europe Music Awards, gracias a los votos de los oyentes por Internet. Además este disco fue nominado para la XI Edición de los Premios de la Música en la categoría de mejor álbum de hip-hop.

## Curiosidades
- En 2008 realizaron el tema principal para la banda sonora de la película Cobardes de José Corbacho y Juan Cruz (directores de Tapas).
- En 2009 Juan Manuel Montilla, "El Langui", es galardonado con dos Premios Goya, uno a la "Mejor canción original", por el tema A tientas de la película El truco del manco, y otro al "Mejor actor revelación", por su interpretación en la misma película. En los agradecimientos al primero de los dos premios reivindicó la accesibilidad de los espacios como herramienta para la integración de los discapacitados físicos, ya que para recoger la estatuilla se encontró con la dificultad de tener que subir unas escaleras que no tenían rampa alternativa.[2]

## Discografía

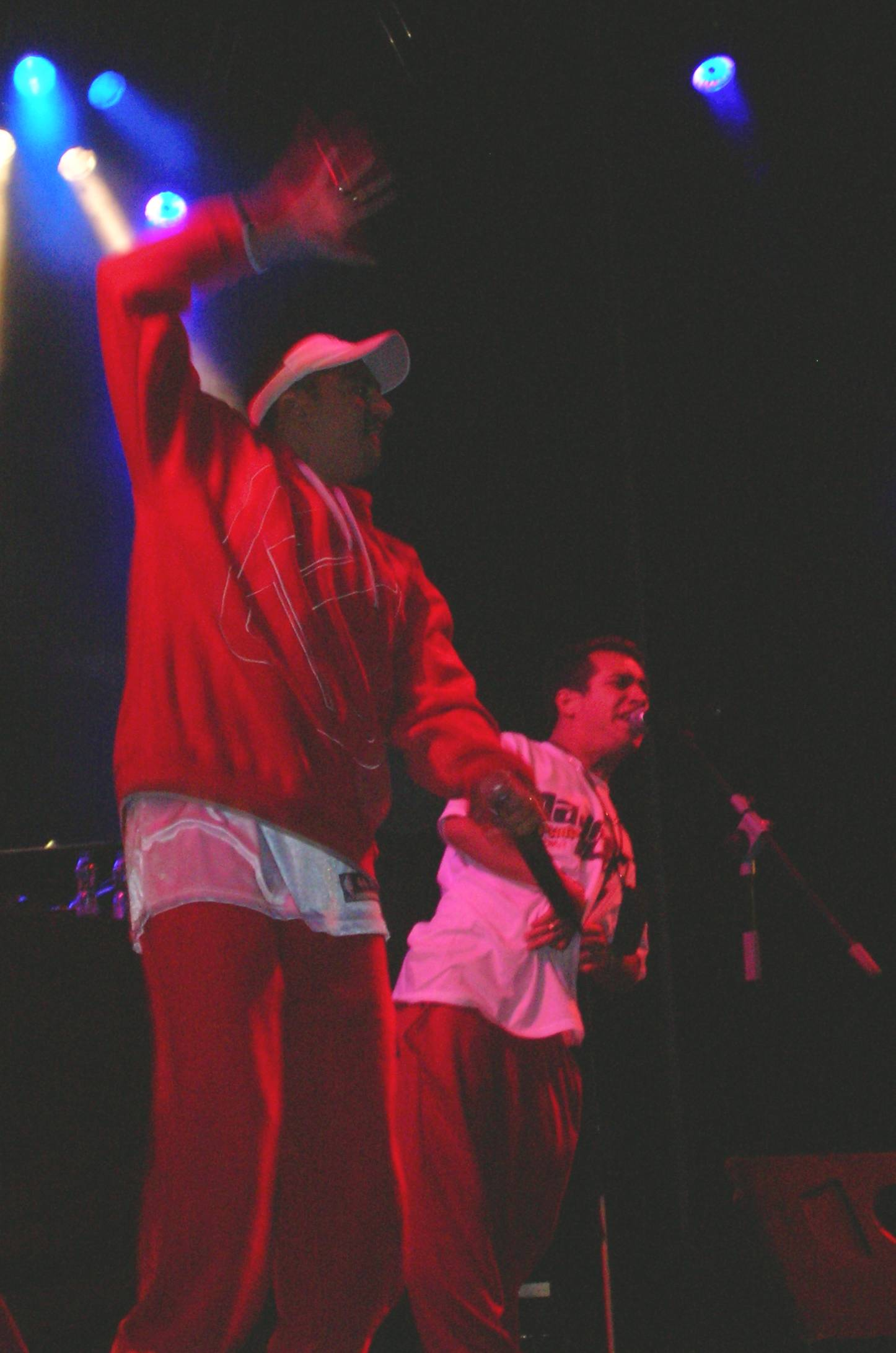
La Excepción en un festival en Bilbao.

- "En tu carrino paio" (Zona Bruta, 2002)
- "Cata cheli" (Zona bruta, 2003)
- "Aguantando el tirón" (DRO/Zona bruta, 2006)
- "La verdad más verdadera" (Gratuito, marzo de 2009)

## Colaboraciones
- Frank T "L Cojo L Negro y L Gitano" (90 Kilos, 2001)
- Souchi "Por mis malas maneras" (La Esencia 2002, 2002)
- Adoblepletina "Trágicos con el Langui" (2004)
- Presuntos Implicados "Tenemos que hablar" (Postales, 2005)
- VV.AA. "Más que Hip Hop" (2005)
- "Quijote Hip Hop" (con Zénit, Korazón Crudo y Artes, dirección musical de Frank T)
- Los Delinqüentes "Pirata del Estrecho (con Muchachito Bombo Infierno)" (Recuerdos garrapateros de la flama y el carril, 2005)
- Frank T "Apuestas" (Sonrían por favor, 2006)
- Rosendo "Horizontes" (El endémico embustero y el incauto pertinaz, 2007)
- Muchachito Bombo Infierno "Ruido" (Visto lo visto, 2007)
- El hombre linterna "El Príncipe de Bell-Air" (Cartoon Rock, 2008)
- Josete "Recuerdos de chico" (Recuerdos de chico, 2009)
- Andrés Calamaro "Te extraño con El Langui" (On the rock, 2010)
- DJ Toner "Un momento" (2010) (Tema inédito, aún no publicado)
- El Chojin "  Rap vs Racismo " (El ataque de los que observaban, 2011)
- Acción Sánchez 'La Calle Esta Candela' (Lista de invitados, 2012)
- Gordo Master "Los Forajidos" (Las 13 Técnicas del Maestro, 2013)